# Gerry Ashworth
Gerry Ashworth (Gerald Howard Ashworth; * 1. Mai 1942 in Haverhill, Massachusetts) ist ein ehemaliger US-amerikanischer Sprinter und Olympiasieger.
1964 stellte er mit 10,1 s einen Weltrekord im 100-Meter-Lauf auf. 
Bei den Olympischen Sommerspielen 1964 war er zweiter Läufer der US-Mannschaft in der 4-mal-100-Meter-Staffel, die in der Besetzung  Paul Drayton, Ashworth, Richard Stebbins und Bob Hayes in der Weltrekordzeit von 39,0 s siegte.